# サラウツ駅
サラウツ駅（バスク語、Zarautz geltokia）とは、スペイン・バスク州ギプスコア県サラウツにある鉄道駅。バスク鉄道が運行している路線の駅である。

## 駅の施設

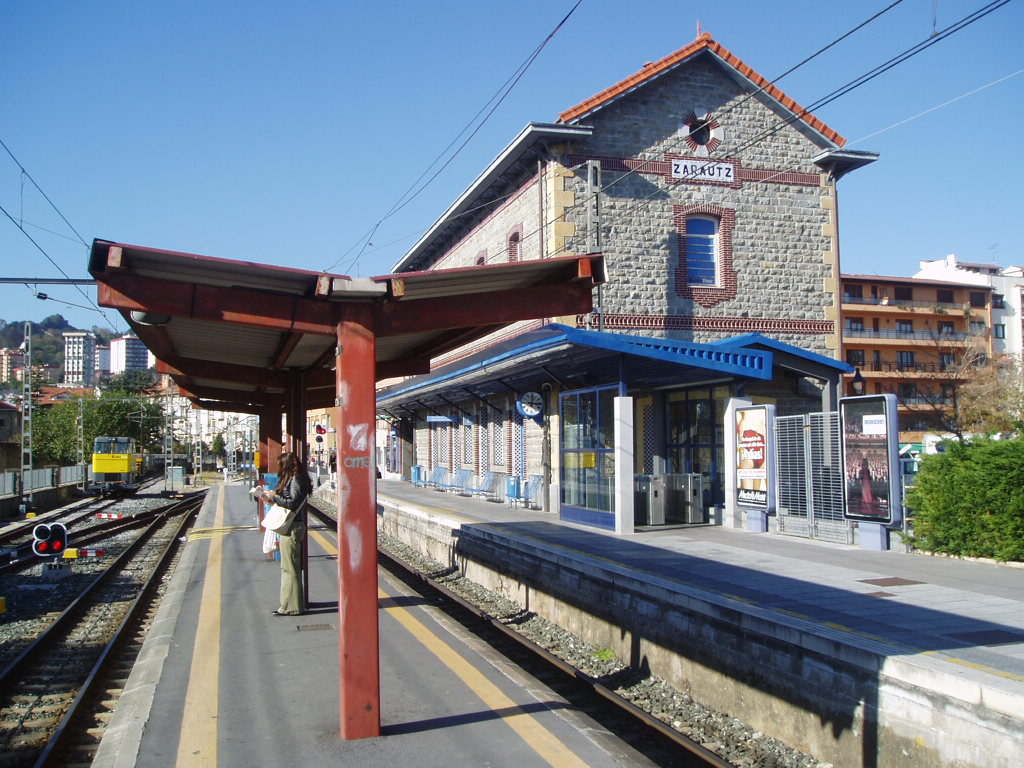
バスク鉄道のサラウツ駅

サラウツ市街地中心部に設置されており、19世紀に作られた石造りの駅舎を備えている。ここを走る鉄道路線は電化されており、レールの軌間は1000 mm（狭軌）である。

## サン・ペラヨ駅

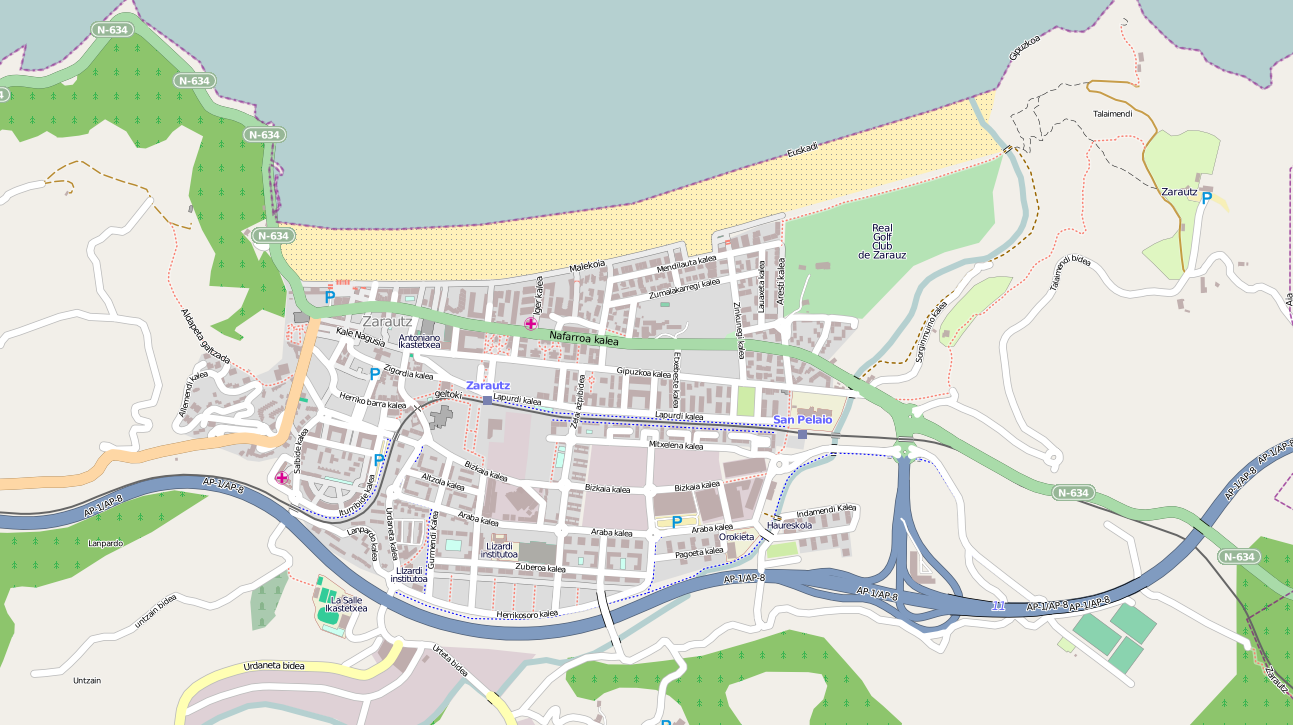
サラウツ中心部の地図。青紫の文字でZarautzと書かれているのがサラウツ駅で、そのすぐ東にSan Pelaioと書かれているのがサン・ペラヨ駅である。

サラウツの町には2つの鉄道駅が設置されている。上記のサラウツ駅の東、サラウツの市街地のすぐ東側を流れるサン・ペラヨ川のすぐ西に、サン・ペラヨ駅（または、サン・ペラヨ・サラウツ駅とも呼ばれる）（バスク語、San Pelaio-Zarautz geltokia）が設置されている。

## 隣の駅
サラウツ付近を走る鉄道路線は、概ね東西方向に敷設されている。東側の隣駅はスマイアのスマイア駅である。西側の隣駅はサン・ペラヨ駅である。